# Neuroleon
Neuroleon är ett släkte av insekter. Neuroleon ingår i familjen myrlejonsländor.

## Dottertaxa tillNeuroleon, i alfabetisk ordning[1]
- Neuroleon adspersus
- Neuroleon aegaeus
- Neuroleon aguilari
- Neuroleon alexandrei
- Neuroleon amseli
- Neuroleon antii
- Neuroleon apicalis
- Neuroleon arenarius
- Neuroleon argutus
- Neuroleon asirensis
- Neuroleon assimilis
- Neuroleon basilineatus
- Neuroleon basutinus
- Neuroleon belohensis
- Neuroleon braunsi
- Neuroleon bronzii
- Neuroleon caligatus
- Neuroleon canariensis
- Neuroleon chloranthe
- Neuroleon clignyi
- Neuroleon confusus
- Neuroleon congolanus
- Neuroleon crosi
- Neuroleon dancalicus
- Neuroleon danieli
- Neuroleon deceptor
- Neuroleon decoratus
- Neuroleon delicatus
- Neuroleon demeter
- Neuroleon dianae
- Neuroleon diffusus
- Neuroleon distichus
- Neuroleon distinctus
- Neuroleon drosimus
- Neuroleon ducorpsi
- Neuroleon egenus
- Neuroleon erato
- Neuroleon fanaticus
- Neuroleon festai
- Neuroleon gracilis
- Neuroleon gratus
- Neuroleon guernei
- Neuroleon guptaii
- Neuroleon guttatus
- Neuroleon hieraticus
- Neuroleon hyalinus
- Neuroleon imperator
- Neuroleon indistinctus
- Neuroleon infidus
- Neuroleon infirmus
- Neuroleon inspersus
- Neuroleon jucundus
- Neuroleon junior
- Neuroleon laglaizinus
- Neuroleon laniger
- Neuroleon laufferi
- Neuroleon lepidus
- Neuroleon leptaleus
- Neuroleon lesnei
- Neuroleon linarixius
- Neuroleon loangeinus
- Neuroleon lodwarinus
- Neuroleon longipennis
- Neuroleon lugubris
- Neuroleon lukhtanovi
- Neuroleon macilentus
- Neuroleon marcopolo
- Neuroleon maroccanus
- Neuroleon mavromustakisi
- Neuroleon microstenus
- Neuroleon modestus
- Neuroleon mozambicus
- Neuroleon muzanus
- Neuroleon nemausiensis
- Neuroleon nigericus
- Neuroleon nigriventris
- Neuroleon nubilatus
- Neuroleon nubilus
- Neuroleon ochreatus
- Neuroleon pallidus
- Neuroleon pardalice
- Neuroleon parvus
- Neuroleon pauliani
- Neuroleon podagricus
- Neuroleon polyzonus
- Neuroleon pulchellus
- Neuroleon punctatus
- Neuroleon punjabensis
- Neuroleon quadripunctatus
- Neuroleon regnieri
- Neuroleon retialis
- Neuroleon reticulatus
- Neuroleon roscidus
- Neuroleon sansibaricus
- Neuroleon serrandi
- Neuroleon seyrigi
- Neuroleon signatus
- Neuroleon sociorus
- Neuroleon socotranus
- Neuroleon stenopterus
- Neuroleon striatellus
- Neuroleon striatus
- Neuroleon striolatus
- Neuroleon striolus
- Neuroleon syrus
- Neuroleon taifensis
- Neuroleon telosensis
- Neuroleon tenellus
- Neuroleon tibestinus
- Neuroleon torridus
- Neuroleon tristichus
- Neuroleon tristictus
- Neuroleon uniformis
- Neuroleon unpunctatus
- Neuroleon waterloti
- Neuroleon villosus
- Neuroleon virgineus
- Neuroleon zakharenkoi